# Golden Globe Award/Beste Serien-Hauptdarstellerin – Drama
Golden Globe Award: Beste Serien-Hauptdarstellerin – Drama
Gewinner und Nominierte in der Kategorie Bester Serien-Hauptdarstellerin – Drama (seit 1971 Best Performance by an Actress In A Television Series – Drama), die die herausragendsten Schauspielleistungen des vergangenen Kalenderjahres prämiert. Die Kategorie wurde im Jahr 1970 ins Leben gerufen. Von 1962 bis 1969 vergab die Hollywood Foreign Press Association (HFPA) einen Darstellerpreis (Actress In A Television Series) ohne Unterteilung nach Fernsehgenre. Im Jahr 1972 wurde einmalig die Auszeichnung an die beste Serien- und Fernsehfilm-Darstellerin (Actress In A Leading Role – Drama Series Or Television Movie) verliehen.
| Statistik                          | Name            | Anzahl | Jahr                                       |
| Häufigste Auszeichnungen           | Angela Lansbury | 4      | 1984, 1986, 1989, 1991                     |
| Häufigste Nominierungen (* = Sieg) | Sharon Gless    | 7      | 1985, 1986*, 1987, 1988, 1989, 1991*, 1992 |
| Häufigste Nominierungen (* = Sieg) | Edie Falco      | 7      | 2000*, 2001, 2002, 2003*, 2005, 2007, 2008 |
| Häufigste Nominierungen ohne Sieg  | Stefanie Powers | 5      | 1979, 1980, 1981, 1982, 1983               |

Die unten aufgeführten Serien werden mit ihrem deutschen Titeln (sofern ermittelbar) angegeben, danach folgt in Klammern in kursiver Schrift der fremdsprachige Originaltitel. Die Nennung des Originaltitels entfällt, wenn deutscher und fremdsprachiger Titel identisch sind. Die Gewinner stehen hervorgehoben an erster Stelle.

## 1960er Jahre
1962
Pauline Fredericks
1963
Donna Reed – The Donna Reed Show
1964
Inger Stevens – The Farmer's Daughter
- Carolyn Jones – Amos Burke (Burke's Law)
- Gloria Swanson – Amos Burke (Burke's Law)
- Dorothy Loudon – The Garry Moore Show
- Shirley Booth – Hazel

1965
Mary Tyler Moore – Dick Van Dyke Show (The Dick Van Dyke Show)
- Elizabeth Montgomery – Verliebt in eine Hexe (Bewitched)
- Yvette Mimieux – Dr. Kildare
- Julie Newmar – My Living Doll
- Dorothy Malone – Peyton Place

1966
Anne Francis – Privatdetektivin Honey West (Honey West)
- Barbara Stanwyck – Big Valley (The Big Valley)
- Patty Duke – The Patty Duke Show
- Mia Farrow – Peyton Place
- Dorothy Malone – Peyton Place

1967
Marlo Thomas – Süß, aber ein bißchen verrückt (That Girl)
- Elizabeth Montgomery – Verliebt in eine Hexe (Bewitched)
- Barbara Stanwyck – Big Valley (The Big Valley)
- Barbara Eden – Bezaubernde Jeannie (I Dream of Jeannie)
- Phyllis Diller – The Pruitts of Southampton

1968
Carol Burnett – The Carol Burnett Show
- Barbara Stanwyck – Big Valley (The Big Valley)
- Lucille Ball – Hoppla Lucy (The Lucy Show)
- Barbara Bain – Kobra, übernehmen Sie (Mission: Impossible)
- Nancy Sinatra – Movin' with Nancy

1969
Diahann Carroll – Julia
- Elizabeth Montgomery – Verliebt in eine Hexe (Bewitched)
- Doris Day – The Doris Day Show
- Hope Lange – Der Geist und Mrs. Muir (The Ghost & Mrs. Muir)
- Nancy Sinatra – The Nancy Sinatra Show

## 1970er Jahre
1970
Linda Cristal – High Chaparral (The High Chaparral)
- Eleanor Parker – Bracken's World
- Amanda Blake – Rauchende Colts (Gunsmoke)
- Peggy Lipton – Twen-Police (The Mod Squad)
- Denise Nicholas – Room 222

1971
Peggy Lipton – Twen-Police (The Mod Squad)
- Amanda Blake – Rauchende Colts (Gunsmoke)
- Linda Cristal – High Chaparral (The High Chaparral)
- Yvette Mimieux – The Most Deadly Game
- Denise Nicholas – Room 222

1972
Patricia Neal – The Homecoming: A Christmas Story
- Susan Saint James – McMillan and Wife
- Lynda Day George – Kobra, übernehmen Sie (Mission: Impossible)
- Peggy Lipton – Twen-Police (The Mod Squad)
- Denise Nicholas – Room 222

1973
Gail Fisher – Mannix
- Anne Jeffreys – The Delphi Bureau
- Susan Saint James – McMillan and Wife
- Peggy Lipton – Twen-Police (The Mod Squad)
- Ellen Corby – Die Waltons (The Waltons)
- Michael Learned – Die Waltons (The Waltons)

1974
Lee Remick – Bumpers Revier (The Blue Knight)
- Julie London – Notruf California (Emergency!)
- Emily McLaughlin – General Hospital
- Susan Saint James – McMillan and Wife
- Michael Learned – Die Waltons (The Waltons)

1975
Angie Dickinson – Make-Up und Pistolen (Police Woman)
- Lee Meriwether – Barnaby Jones
- Teresa Graves – Get Christie Love!
- Jean Marsh – Das Haus am Eaton Place (Upstairs, Downstairs)
- Michael Learned – Die Waltons (The Waltons)

1976
Lee Remick – Jennie, Lady Randolph Churchill
- Lee Meriwether – Barnaby Jones
- Rosemary Harris – Notorious Woman
- Angie Dickinson – Make-Up und Pistolen (Police Woman)
- Michael Learned – Die Waltons (The Waltons)

1977
Susan Blakely – Reich und Arm (Rich Man, Poor Man)
- Lindsay Wagner – Die Sieben-Millionen-Dollar-Frau (The Bionic Woman)
- Farrah Fawcett – Drei Engel für Charlie (Charlie's Angels)
- Kate Jackson – Drei Engel für Charlie (Charlie's Angels)
- Sada Thompson – Eine amerikanische Familie (Family)
- Angie Dickinson – Make-Up und Pistolen (Police Woman)
- Jean Marsh – Das Haus am Eaton Place (Upstairs, Downstairs)

1978
Lesley Ann Warren – 79 Park Avenue (Harold Robbins' 79 Park Avenue)
- Lindsay Wagner – Die Sieben-Millionen-Dollar-Frau (The Bionic Woman)
- Kate Jackson – Drei Engel für Charlie (Charlie's Angels)
- Angie Dickinson – Make-Up und Pistolen (Police Woman)
- Leslie Uggams – Roots

1979
Rosemary Harris – Holocaust – Die Geschichte der Familie Weiss (Holocaust)
- Kate Jackson – Drei Engel für Charlie (Charlie's Angels)
- Kristy McNichol – Eine amerikanische Familie (Family)
- Sada Thompson – Eine amerikanische Familie (Family)
- Lee Remick – Räder (Wheels)

## 1980er Jahre
1980
Natalie Wood – Verdammt in alle Ewigkeit (From Here to Eternity)
- Barbara Bel Geddes – Dallas
- Sada Thompson – Eine amerikanische Familie (Family)
- Stefanie Powers – Hart aber herzlich (Hart to Hart)
- Kate Mulgrew – Mrs. Columbo

1981
Yōko Shimada – Shogun
- Barbara Bel Geddes – Dallas
- Linda Gray – Dallas
- Stefanie Powers – Hart aber herzlich (Hart to Hart)
- Melissa Gilbert – Unsere kleine Farm (Little House on the Prairie)

1982
Barbara Bel Geddes – Dallas

Linda Evans – Der Denver-Clan (Dynasty)
- Linda Gray – Dallas
- Joan Collins – Der Denver-Clan (Dynasty)
- Morgan Fairchild – Flamingo Road
- Stefanie Powers – Hart aber herzlich (Hart to Hart)

1983
Joan Collins – Der Denver-Clan (Dynasty)
- Victoria Principal – Dallas
- Linda Evans – Der Denver-Clan (Dynasty)
- Jane Wyman – Falcon Crest
- Stefanie Powers – Hart aber herzlich (Hart to Hart)

1984
Jane Wyman – Falcon Crest
- Tyne Daly – Cagney & Lacey
- Joan Collins – Der Denver-Clan (Dynasty)
- Linda Evans – Der Denver-Clan (Dynasty)
- Stefanie Powers – Hart aber herzlich (Hart to Hart)

1985
Angela Lansbury – Mord ist ihr Hobby (Murder, She Wrote)
- Tyne Daly – Cagney & Lacey
- Sharon Gless – Cagney & Lacey
- Joan Collins – Der Denver-Clan (Dynasty)
- Linda Evans – Der Denver-Clan (Dynasty)
- Kate Jackson – Agentin mit Herz (Scarecrow and Mrs. King)

1986
Sharon Gless – Cagney & Lacey
- Tyne Daly – Cagney & Lacey
- Joan Collins – Der Denver-Clan (Dynasty)
- Linda Evans – Der Denver-Clan (Dynasty)
- Angela Lansbury – Mord ist ihr Hobby (Murder, She Wrote)

1987
Angela Lansbury – Mord ist ihr Hobby (Murder, She Wrote)
- Tyne Daly – Cagney & Lacey
- Sharon Gless – Cagney & Lacey
- Joan Collins – Der Denver-Clan (Dynasty)
- Connie Sellecca – Hotel

1988
Susan Dey – L.A. Law – Staranwälte, Tricks, Prozesse (L.A. Law)
- Linda Hamilton – Die Schöne und das Biest (Beauty and the Beast)
- Sharon Gless – Cagney & Lacey
- Jill Eikenberry – L.A. Law – Staranwälte, Tricks, Prozesse (L.A. Law)
- Angela Lansbury – Mord ist ihr Hobby (Murder, She Wrote)

1989
Jill Eikenberry – L.A. Law – Staranwälte, Tricks, Prozesse (L.A. Law)
- Linda Hamilton – Die Schöne und das Biest (Beauty and the Beast)
- Sharon Gless – Cagney & Lacey
- Susan Dey – L.A. Law – Staranwälte, Tricks, Prozesse (L.A. Law)
- Angela Lansbury – Mord ist ihr Hobby (Murder, She Wrote)

## 1990er Jahre
1990
Angela Lansbury – Mord ist ihr Hobby (Murder, She Wrote)
- Dana Delany – China Beach – Frauen am Rande der Hölle (China Beach)
- Susan Dey – L.A. Law – Staranwälte, Tricks, Prozesse (L.A. Law)
- Jill Eikenberry – L.A. Law – Staranwälte, Tricks, Prozesse (L.A. Law)
- Mel Harris – Die besten Jahre (thirtysomething)

1991
Patricia Wettig – Die besten Jahre (thirtysomething)

Sharon Gless – Die Fälle der Rosie O’Neill (The Trials of Rosie O’Neill)
- Dana Delany – China Beach – Frauen am Rande der Hölle (China Beach)
- Susan Dey – L.A. Law – Staranwälte, Tricks, Prozesse (L.A. Law)
- Jill Eikenberry – L.A. Law – Staranwälte, Tricks, Prozesse (L.A. Law)
- Angela Lansbury – Mord ist ihr Hobby (Murder, She Wrote)

1992
Angela Lansbury – Mord ist ihr Hobby (Murder, She Wrote)
- Susan Dey – L.A. Law – Staranwälte, Tricks, Prozesse (L.A. Law)
- Janine Turner – Ausgerechnet Alaska (Northern Exposure)
- Marlee Matlin – Die Staatsanwältin und der Cop (Reasonable Doubts)
- Sharon Gless – Die Fälle der Rosie O’Neill (The Trials of Rosie O’Neill)

1993
Regina Taylor – I'll Fly Away
- Mariel Hemingway – Ehekriege (Civil Wars)
- Angela Lansbury – Mord ist ihr Hobby (Murder, She Wrote)
- Janine Turner – Ausgerechnet Alaska (Northern Exposure)
- Marlee Matlin – Die Staatsanwältin und der Cop (Reasonable Doubts)

1994
Kathy Baker – Picket Fences – Tatort Gartenzaun (Picket Fences)
- Jane Seymour – Dr. Quinn – Ärztin aus Leidenschaft (Dr. Quinn, Medicine Woman)
- Heather Locklear – Melrose Place
- Janine Turner – Ausgerechnet Alaska (Northern Exposure)
- Sela Ward – Ein Strauß Töchter (Sisters)

1995
Claire Danes – Willkommen im Leben (My So-Called Life)
- Jane Seymour – Dr. Quinn – Ärztin aus Leidenschaft (Dr. Quinn, Medicine Woman)
- Heather Locklear – Melrose Place
- Angela Lansbury – Mord ist ihr Hobby (Murder, She Wrote)
- Kathy Baker – Picket Fences – Tatort Gartenzaun (Picket Fences)

1996
Jane Seymour – Dr. Quinn – Ärztin aus Leidenschaft (Dr. Quinn, Medicine Woman)
- Sherry Stringfield – Emergency Room – Die Notaufnahme (ER)
- Heather Locklear – Melrose Place
- Kathy Baker – Picket Fences – Tatort Gartenzaun (Picket Fences)
- Gillian Anderson – Akte X – Die unheimlichen Fälle des FBI (The X-Files)

1997
Gillian Anderson – Akte X – Die unheimlichen Fälle des FBI (The X-Files)
- Christine Lahti – Chicago Hope – Endstation Hoffnung (Chicago Hope)
- Jane Seymour – Dr. Quinn – Ärztin aus Leidenschaft (Dr. Quinn, Medicine Woman)
- Sherry Stringfield – Emergency Room – Die Notaufnahme (ER)
- Heather Locklear – Melrose Place

1998
Christine Lahti – Chicago Hope – Endstation Hoffnung (Chicago Hope)
- Julianna Margulies – Emergency Room – Die Notaufnahme (ER)
- Kim Delaney – New York Cops – NYPD Blue (NYPD Blue)
- Roma Downey – Ein Hauch von Himmel (Touched by an Angel)
- Gillian Anderson – Akte X – Die unheimlichen Fälle des FBI (The X-Files)

1999
Keri Russell – Felicity
- Julianna Margulies – Emergency Room – Die Notaufnahme (ER)
- Kim Delaney – New York Cops – NYPD Blue (NYPD Blue)
- Roma Downey – Ein Hauch von Himmel (Touched by an Angel)
- Gillian Anderson – Akte X – Die unheimlichen Fälle des FBI (The X-Files)

## 2000er Jahre
2000
Edie Falco – Die Sopranos (The Sopranos)
- Julianna Margulies – Emergency Room – Die Notaufnahme (ER)
- Amy Brenneman – Für alle Fälle Amy (Judging Amy)
- Sela Ward – Noch mal mit Gefühl (Once and Again)
- Lorraine Bracco – Die Sopranos (The Sopranos)

2001
Sela Ward – Noch mal mit Gefühl (Once and Again)
- Sarah Michelle Gellar – Buffy – Im Bann der Dämonen (Buffy the Vampire Slayer)
- Jessica Alba – Dark Angel
- Amy Brenneman – Für alle Fälle Amy (Judging Amy)
- Lorraine Bracco – Die Sopranos (The Sopranos)
- Edie Falco – Die Sopranos (The Sopranos)

2002
Jennifer Garner – Alias – Die Agentin (Alias)
- Marg Helgenberger – CSI: Den Tätern auf der Spur (CSI: Crime Scene Investigation)
- Lauren Graham – Gilmore Girls
- Amy Brenneman – Für alle Fälle Amy (Judging Amy)
- Sela Ward – Noch mal mit Gefühl (Once and Again)
- Lorraine Bracco – Die Sopranos (The Sopranos)
- Edie Falco – Die Sopranos (The Sopranos)

2003
Edie Falco – Die Sopranos (The Sopranos)
- Jennifer Garner – Alias – Die Agentin (Alias)
- Marg Helgenberger – CSI: Den Tätern auf der Spur (CSI: Crime Scene Investigation)
- Rachel Griffiths – Six Feet Under – Gestorben wird immer (Six Feet Under)
- Allison Janney – The West Wing – Im Zentrum der Macht (The West Wing)

2004
Frances Conroy – Six Feet Under – Gestorben wird immer (Six Feet Under)
- Jennifer Garner – Alias – Die Agentin (Alias)
- Amber Tamblyn – Die himmlische Joan (Joan of Arcadia)
- Joely Richardson – Nip/Tuck – Schönheit hat ihren Preis (Nip/Tuck)
- Allison Janney – The West Wing – Im Zentrum der Macht (The West Wing)

2005
Mariska Hargitay – Law & Order: New York (Law & Order: Special Victims Unit)
- Jennifer Garner – Alias – Die Agentin (Alias)
- Christine Lahti – Jack & Bobby
- Joely Richardson – Nip/Tuck – Schönheit hat ihren Preis (Nip/Tuck)
- Edie Falco – Die Sopranos (The Sopranos)

2006
Geena Davis – Welcome, Mrs. President (Commander in Chief)
- Kyra Sedgwick – The Closer
- Patricia Arquette – Medium – Nichts bleibt verborgen
- Polly Walker – Rom (Rome)
- Glenn Close – The Shield – Gesetz der Gewalt (The Shield)

2007
Kyra Sedgwick – The Closer
- Ellen Pompeo – Grey’s Anatomy – Die jungen Ärzte (Grey’s Anatomy)
- Evangeline Lilly – Lost
- Patricia Arquette – Medium – Nichts bleibt verborgen
- Edie Falco – Die Sopranos (The Sopranos)

2008
Glenn Close – Damages – Im Netz der Macht (Damages)
- Sally Field – Brothers & Sisters
- Kyra Sedgwick – The Closer
- Patricia Arquette – Medium – Nichts bleibt verborgen
- Minnie Driver – The Riches
- Holly Hunter – Saving Grace
- Edie Falco – Die Sopranos (The Sopranos)

2009
Anna Paquin – True Blood
- Sally Field – Brothers & Sisters
- Mariska Hargitay – Law & Order: New York
- January Jones – Mad Men
- Kyra Sedgwick – The Closer

## 2010er Jahre
2010
Julianna Margulies – Good Wife (The Good Wife)
- Glenn Close – Damages – Im Netz der Macht (Damages)
- January Jones – Mad Men
- Anna Paquin – True Blood
- Kyra Sedgwick – The Closer

2011
Katey Sagal – Sons of Anarchy
- Julianna Margulies – Good Wife
- Elisabeth Moss – Mad Men
- Piper Perabo – Covert Affairs
- Kyra Sedgwick – The Closer

2012
Claire Danes – Homeland
- Mireille Enos – The Killing
- Julianna Margulies – Good Wife (The Good Wife)
- Madeleine Stowe – Revenge
- Callie Thorne – Dr. Dani Santino – Spiel des Lebens (Necessary Roughness)

2013
Claire Danes – Homeland
- Connie Britton – Nashville
- Glenn Close – Damages – Im Netz der Macht (Damages)
- Michelle Dockery – Downton Abbey
- Julianna Margulies – Good Wife (The Good Wife)

2014
Robin Wright – House of Cards
- Julianna Margulies – Good Wife (The Good Wife)
- Tatiana Maslany – Orphan Black
- Taylor Schilling – Orange Is the New Black
- Kerry Washington – Scandal

2015
Ruth Wilson – The Affair
- Claire Danes – Homeland
- Viola Davis – How to Get Away with Murder
- Julianna Margulies – Good Wife (The Good Wife)
- Robin Wright – House of Cards

2016
Taraji P. Henson – Empire
- Caitriona Balfe – Outlander
- Viola Davis – How to Get Away with Murder
- Eva Green – Penny Dreadful
- Robin Wright – House of Cards

2017
Claire Foy – The Crown
- Caitriona Balfe – Outlander
- Keri Russell – The Americans
- Winona Ryder – Stranger Things
- Evan Rachel Wood – Westworld

2018
Elisabeth Moss – The Handmaid’s Tale – Der Report der Magd (The Handmaid’s Tale)
- Caitriona Balfe – Outlander
- Claire Foy – The Crown
- Maggie Gyllenhaal – The Deuce
- Katherine Langford – Tote Mädchen lügen nicht (13 Reasons Why)

2019
Sandra Oh – Killing Eve
- Caitriona Balfe – Outlander
- Elisabeth Moss – The Handmaid’s Tale – Der Report der Magd (The Handmaid's Tale)
- Julia Roberts – Homecoming
- Keri Russell – The Americans

## 2020er Jahre
2020
Olivia Colman – The Crown
- Jennifer Aniston – The Morning Show
- Jodie Comer – Killing Eve
- Nicole Kidman – Big Little Lies
- Reese Witherspoon – The Morning Show

2021
Emma Corrin – The Crown
- Olivia Colman – The Crown
- Jodie Comer – Killing Eve
- Laura Linney – Ozark
- Sarah Paulson – Ratched

2022
MJ Rodriguez – Pose
- Uzo Aduba – In Treatment – Der Therapeut (In Treatment)
- Jennifer Aniston – The Morning Show
- Christine Baranski – The Good Fight
- Elisabeth Moss – The Handmaid’s Tale – Der Report der Magd (The Handmaid's Tale)

2023
Zendaya – Euphoria
- Emma D’Arcy – House of the Dragon
- Laura Linney – Ozark
- Imelda Staunton – The Crown
- Hilary Swank – Alaska Daily